# Osttimoresisch-togoische Beziehungen
Die Osttimoresisch-togoische Beziehungen beschreiben das zwischenstaatliche Verhältnis von Osttimor und Togo.
Beide Staaten gehören zur Bewegung der Blockfreien Staaten, zur AKP-Gruppe, zur Gruppe der 77 und zu den g7+-Staaten. Anlässlich des dritten Ministertreffens der g7+ in Lomé am 29. und 30. Mai 2014 besuchte Osttimors Premierminister Xanana Gusmão Togo und traf dort Präsident Faure Gnassingbé und Premierminister Kwesi Ahoomey-Zunu.
Weder hat Togo eine Botschaft in Osttimor, noch Osttimor eine diplomatische Vertretung in Togo.
Für 2018 gibt das Statistische Amt Osttimors an, dass es von Osttimor nach Togo Re-Exporte gab.